# عبد الله الحراصي (سياسي)
عبد الله ناصر بن خليفة الحراصي (1971-) هو سياسي عماني من مواليد مدينة مسقط. يشغل منصب وزير الإعلام العماني منذ عام 2020. صدر له كتاب بعنوان دراسات في الاستعارة المفهومية.

## سيرته
حصل عبد الله ناصر بن خليفة الحراصي على بكالوريوس اللغة الإنجليزية من جامعة السلطان قابوس، ونال الماجستير من ذات الجامعة، ونال شهادة الدكتوراة في الترجمة من جامعة أستون. شغل منصب رئيس الهيئة العامة للإذاعة والتلفزيون العماني برتبة وزير خلال الفترة (2011-2020)، وعضواً مشاركاُ في جامعة أكسفورد عام 2012، ورئيس مجلس إدارة مشروع الموسوعة العمانية. عُين وزيراً للإعلام في 18 أغسطس 2020.